# Experimental Geodetic Satellite
Experimental Geodetic Satellite oder EGS (später nach einer Blume auch Ajisai) ist ein Testsatellit der japanischen Weltraumbehörde NASDA, der 1986 beim Erststart der zweistufigen Rakete H-I ins All gebracht wurde.

## Geschichte
Der Start des Satelliten erfolgte am 12. August 1986 um 20:45 UTC vom Tanegashima Space Center und stellte den ersten Testflug der H-I-Rakete dar. Nach dem Start in eine 1479 × 1497 km hohe, nahezu kreisförmige Bahn mit 50,0° Bahnneigung erhielt der Satellit die COSPAR-Bezeichnung 1986-061A und die Satellite Catalog Number 16908. Als Lebensdauer bis zum Verglühen in der Erdatmosphäre werden 10.000 Jahre angenommen.
Der ähnlich aufgebaute aber deutlich kleinere Satellit Humanity Star wurde am 21. Januar 2018 mit dem ersten erfolgreichen Start der Electron-Rakete in eine erdnahe Umlaufbahn gebracht.

## Technische Daten
Der hohle, etwa kugelförmige und spinstabilisierte Satellit ist eine einfache Konstruktion von etwa 685 kg Masse und 2,15 m Durchmesser ohne jegliche Energieversorgung. Er trägt 318 Spiegel zur Reflexion des Sonnenlichtes und 120 Laserreflektoren (1436 Würfelreflektoren) zur präzisen Vermessung seiner Bahn, wodurch wiederum (z. B. durch Fotografie des Satelliten und Abgleich der Position mit Hilfe des dahinter liegenden Sternenhimmels) die Positionsbestimmung von einigen isoliert liegenden japanischen Inseln und im Vergleich mit kontinentalen Messungen auch die Vermessung der Erdkrustenbewegungen im japanischen Raum vorgenommen werden konnten. Da die planen Spiegel das Sonnenlicht nur unter bestimmten Einfallswinkeln reflektierten und der Satellit sich dreht, kann der Satellit durch sein mehrmals pro Sekunde aufblitzendes Licht in einem Fernglas gut identifiziert werden. Der Haupteinsatzzweck war jedoch der Dienst als Nutzlast für die H-1-Rakete.
Zusammen mit EGS war auch der etwa 50 kg schwere Amateurfunksatellit JAS 1 an Bord der H-1-Rakete, welcher in einer praktisch identischen Bahn abgesetzt wurde und am 5. November 1989 wegen eines Batteriefehlers ausfiel. Zusätzlich war auch das etwa 250 kg schwere Magnetic Bearing Flywheel Experimental System mit an Bord.